# Liste von Terroranschlägen im Jahr 2003
Die Liste von Terroranschlägen im Jahr 2003 enthält eine Auswahl von Terroranschlägen, die im Jahr 2003 verübt wurden. Attentate werden gesondert in der Liste bekannter Attentate behandelt. Die Liste von Sprengstoffanschlägen listet auch nichtterroristische Anschläge. Die Liste von Flugzeugentführungen enthält eine Liste mit meist terroristischem Hintergrund. Im Artikel Rechtsterrorismus werden weitere terroristische Anschläge aufgezählt.

## Erläuterung
In der Spalte Politische Ausrichtung ist die politische bzw. weltanschauliche Einordnung der Täter angegeben: faschistisch, rassistisch, nationalistisch, nationalsozialistisch, sozialistisch, kommunistisch, antiimperialistisch, islamistisch (schiitisch, sunnitisch, deobandisch, salafistisch, wahhabitisch), hinduistisch. Bei vorrangig auf staatliche Unabhängigkeit oder Autonomie zielender Ausrichtung ist autonomistisch vorangestellt, gefolgt von der Region oder der Volksgruppe und ggf. weiteren Merkmalen der Täter: armenisch, irisch (katholisch), kurdisch, tirolisch, tschetschenisch, dagestanisch, punjabisch (sikhistisch), palästinensisch.
Die Opferzahlen der Anschläge werden farbig dargestellt:

Die Zahl bei den Anschlägen getöteter/verletzter Täter ist in Klammern ( ) gesetzt.

## Januar
| Datum/Beginn    | Betroffenes Land | Anschlag              | Täter                   | Politische Ausrichtung                                     | Mittel                                         | Ziel              | Tote | Verletzte | Hintergrund                       |
| --------------- | ---------------- | --------------------- | ----------------------- | ---------------------------------------------------------- | ---------------------------------------------- | ----------------- | ---- | --------- | --------------------------------- |
| 01. Januar 2003 | Philippinen      | Anschlag in Tacurong  | MILF                    | autonomistisch, moro-sozialistisch                         | Granate                                        | Markt             | 9    | 32        | Moro-Konflikt                     |
| 04. Januar 2003 | Algerien         | Anschlag in Biskra    | vermutlich GSPC         | salafistisch                                               | Sprengsätze, Schusswaffen                      | Militärkonvoi     | 43   | 19        |                                   |
| 05. Januar 2003 | Indien           | Anschlag in Kulgam    |                         |                                                            | Granate                                        | Bushaltestelle    | 0    | 35        | Aufstand in Kaschmir              |
| 06. Januar 2003 | Afghanistan      | Anschlag in Kandahar  | vermutlich Taliban      | deobandisch-fundamentalistisch, paschtunisch, islamistisch | 2 Sprengsätze                                  | Zivilisten        | 13   | 50        | Krieg in Afghanistan              |
| 16. Januar 2003 | Kolumbien        | Anschlag in Medellín  | FARC-EP                 | marxistisch-leninistisch, links-nationalistisch            | Autobombe                                      | Regierungsgebäude | 6    | 30        | Bewaffneter Konflikt in Kolumbien |
| 19. Januar 2003 | Indien           | Anschlag in Kulgam    | Muslimische Extremisten |                                                            | Granate                                        | Polizeibus        | 0    | 21        | Aufstand in Kaschmir              |
| 20. Januar 2003 | Simbabwe         | Anschlag in Harare    | MDC-T                   | sozialdemokratisch, links-nationalistisch                  | Brandstiftung, körperliche Gewalt, Stichwaffen | Parteigebäude     | 0    | 8         |                                   |
| 27. Januar 2003 | Indien           | Anschlag in Mumbai    | vermutlich SIMI         | islamistisch                                               | Sprengsatz                                     | Zivilisten        | 0    | 27        |                                   |
| 28. Januar 2003 | Philippinen      | Anschlag in Kidapawan | vermutlich MILF         | autonomistisch, moro-sozialistisch                         | Sprengsatz                                     |                   | 0    | 23        | Moro-Konflikt                     |

## Februar
| Datum/Beginn     | Betroffenes Land | Anschlag           | Täter              | Politische Ausrichtung                          | Mittel     | Ziel              | Tote | Verletzte | Hintergrund                       |
| ---------------- | ---------------- | ------------------ | ------------------ | ----------------------------------------------- | ---------- | ----------------- | ---- | --------- | --------------------------------- |
| 02. Februar 2003 | Nigeria          | Anschlag in Lagos  |                    |                                                 | Sprengsatz | Markt, Zivilisten | 20   | 43        |                                   |
| 07. Februar 2003 | Kolumbien        | Anschlag in Bogotá | vermutlich FARC-EP | marxistisch-leninistisch, links-nationalistisch | Autobombe  | Nachtclub         | 32   | 162+      | Bewaffneter Konflikt in Kolumbien |
| 14. Februar 2003 | Kolumbien        | Anschlag in Neiva  | vermutlich FARC-EP | marxistisch-leninistisch, links-nationalistisch | Sprengsatz | Flugzeug          | 18   | 37        | Bewaffneter Konflikt in Kolumbien |

## März
| Datum/Beginn  | Betroffenes Land | Anschlag                      | Täter                             | Politische Ausrichtung | Mittel                    | Ziel                        | Tote    | Verletzte | Hintergrund                           |
| ------------- | ---------------- | ----------------------------- | --------------------------------- | --- | ------------------------- | --------------------------- | ------- | --------- | ------------------------------------- |
| 04. März 2003 | Philippinen      | Anschlag in Davao City        |                                   | | Selbstmordattentäter      | Flughafen                   | 23 (+1) | 150+      | Moro-Konflikt                         |
| 05. März 2003 | Israel           | Anschlag in Haifa             | Hamas                             | palästinensisch-nationalistisch, sunnitisch-islamistisch, islamisch-nationalistisch, islamisch-fundamentalistisch, antizionistisch, antisemitisch | Selbstmordattentäter      | Bus                         | 14 (+1) | 55        | Israelisch-Palästinensischer Konflikt |
| 05. März 2003 | Kolumbien        | Anschlag in Cúcuta            | vermutlich ELN                    | marxistisch-leninistisch | Sprengsatz                | Einkaufszentrum, Zivilisten | 7       | 68        | Bewaffneter Konflikt in Kolumbien     |
| 13. März 2003 | Indien           | Anschlag in Mumbai            |                                   | | Sprengsatz                | Pendlerzug                  | 11      | 64        |                                       |
| 13. März 2003 | Indien           | Anschlag in Rajouri           | Muslimische Extremisten           | | Sprengsatz                | Bus                         | 4       | 20        | Aufstand in Kaschmir                  |
| 16. März 2003 | Indien           | Anschlag in Assam             | vermutlich ULFA                   | autonomistisch, assamesisch-nationalistisch, marxistisch, sozialistisch                                                                           | Landmine                  | Polizeikonvoi               | 7       | 54        | Aufstand im Nordosten Indiens         |
| 23. März 2003 | Indien           | Anschlag in Jammu und Kashmir |                                   | | Automatische Schusswaffen | Zivilisten                  | 24      | 0         | Aufstand in Kaschmir                  |
| 30. März 2003 | Israel           | Anschlag in Netanja           | Islamischer Dschihad in Palästina | palästinensisch-nationalistisch, islamisch-nationalistisch, islamistisch, antizionistisch                                                         | Selbstmordattentäter      | Café, Zivilisten            | 0 (+1)  | 26        | Israelisch-Palästinensischer Konflikt |

## April
| Datum/Beginn   | Betroffenes Land                  | Anschlag               | Täter                              | Politische Ausrichtung | Mittel                      | Ziel                                | Tote | Verletzte | Hintergrund                           |
| -------------- | --------------------------------- | ---------------------- | ---------------------------------- | ---------------------- | --------------------------- | ----------------------------------- | ---- | --------- | ------------------------------------- |
| 02. April 2003 | Philippinen                       | Anschlag in Davao City |                                    |                        | Sprengsatz                  | Passagierterminal                   | 16   | 55        |                                       |
| 09. April 2003 | Palästinensische Autonomiegebiete | Anschlag in Jaba       | vermutlich Avengers of the Infants |                        | Sprengstoff                 | Schule, Palästinensische Zivilisten | 0    | 20        | Israelisch-Palästinensischer Konflikt |
| 11. April 2003 | Uganda                            | Anschlag in Bukwo      | Pokot-Extremisten                  |                        | Schusswaffen, Brandstiftung | Dorf                                | 30   | 0         |                                       |
| 12. April 2003 | Indien                            | Anschlag in Qazigund   |                                    |                        | Granate                     | Bushaltestelle                      | 1    | 24        | Aufstand in Kaschmir                  |
| 25. April 2003 | Demokratische Republik Kongo      | Anschlag in Orientale  | Lendu-Extremisten                  |                        | Schusswaffen                | Stammesmitglieder                   | 60   |           | Konflikt im Ostkongo                  |

## Mai
| Datum/Beginn | Betroffenes Land | Anschlag                      | Täter                                                       | Politische Ausrichtung | Mittel                                              | Ziel                                                      | Tote     | Verletzte | Hintergrund                           |
| ------------ | ---------------- | ----------------------------- | ----------------------------------------------------------- | --- | --------------------------------------------------- | --------------------------------------------------------- | -------- | --------- | ------------------------------------- |
| 04. Mai 2003 | Philippinen      | Anschlag in Siocon            | MILF                                                        | autonomistisch, moro-sozialistisch | Schusswaffen, Entführung                            | Militärhauptquartier, Polizeistation, Zivilisten          | 16 (+2)  | 23 (+11)  | Moro-Konflikt                         |
| 05. Mai 2003 | Indien           | Anschlag in Jammu und Kashmir | vermutlich Hizbul Mujahideen                                | autonomistisch, islamistisch | Granate                                             | Polizisten                                                | 1        | 20        | Aufstand in Kaschmir                  |
| 06. Mai 2003 | Indien           | Anschlag in Pulwama           | vermutlich Muslimische Extremisten                          | | Granate                                             | Polizeistreife                                            | 0        | 23        | Aufstand in Kaschmir                  |
| 08. Mai 2003 | Kirgisistan      | Anschlag in Osch              | vermutlich Uigurische Separatisten                          | autonomistisch-uigurisch | Sprengsatz                                          | Einkaufszentrum                                           | 1        | 0         |                                       |
| 10. Mai 2003 | Philippinen      | Anschlag in Koronadal City    | vermutlich MILF                                             | autonomistisch, moro-sozialistisch | 2 Sprengsätze                                       | Markt/Märkte                                              | 9 (+2)   | 43        | Moro-Konflikt                         |
| 12. Mai 2003 | Russland         | Anschlag in Snamenskoje       | Tschetschenische Rebellen                                   | | 3 Selbstmordattentäter mit Autobombe                | Regierungsgebäude                                         | 56 (+3)  | 197       | Aufstand im Nordkaukasus              |
| 12. Mai 2003 | Saudi-Arabien    | Anschlag in Riad              | vermutlich al-Qaida in Saudi-Arabien                        | salafistisch, antizionistisch, antisemitisch | 9 Selbstmordattentäter mit Autobombe(n), Sprengsatz | Wohngelände, Zivilisten                                   | 26 (+9)  |           |                                       |
| 15. Mai 2003 | Myanmar          | Anschlag in Bago              | vermutlich Karen National Union                             | autonomistisch, karen-nationalistisch, föderalistisch                                                                                             | Sprengstoff                                         | Kino, Zivilisten                                          | 1        | 47        | Bewaffnete Konflikte in Myanmar       |
| 16. Mai 2003 | Marokko          | Anschläge von Casablanca      | Salafiya Jihadia                                            | salafistisch | 12 Selbstmordattentäter                             | Restaurants, Hotel, belgisches Konsulat, Jüdische Zentren | 33 (+12) | 100+      | Aufstand im Maghreb seit 2002         |
| 18. Mai 2003 | Israel           | Anschlag in Jerusalem         | Hamas                                                       | palästinensisch-nationalistisch, sunnitisch-islamistisch, islamisch-nationalistisch, islamisch-fundamentalistisch, antizionistisch, antisemitisch | Selbstmordattentäter                                | Bus, Zivilisten                                           | 7 (+1)   | 20        | Israelisch-Palästinensischer Konflikt |
| 19. Mai 2003 | Israel           | Anschlag in Afula             | al-Aqsa-Märtyrerbrigaden, Islamischer Dschihad in Palästina | palästinensisch-nationalistisch, antizionistisch, sozialistisch, islamisch-nationalistisch, islamistisch                                          | Selbstmordattentäterin                              | Einkaufszentrum, Zivilisten                               | 3 (+1)   | 30        | Israelisch-Palästinensischer Konflikt |
| 24. Mai 2003 | Spanien          | Anschlag in Valencia          |                                                             | | Paketbombe                                          |                                                           | 0        | 4         | Baskischer Konflikt                   |
| 30. Mai 2003 | Spanien          | Anschlag in Sangüesa          | vermutlich ETA                                              | autonomistisch, baskisch-nationalistisch, marxistisch-leninistisch                                                                                | Sprengsatz                                          | Polizeifahrzeug                                           | 2        | 6         | Baskischer Konflikt                   |

## Juni
| Datum/Beginn  | Betroffenes Land             | Anschlag              | Täter                     | Politische Ausrichtung | Mittel                               | Ziel                     | Tote    | Verletzte | Hintergrund                           |
| ------------- | ---------------------------- | --------------------- | ------------------------- | --- | ------------------------------------ | ------------------------ | ------- | --------- | ------------------------------------- |
| 04. Juni 2003 | Belgien                      | Anschlag in Brüssel   |                           | | Briefe mit Adamsit und Hydrazin      | US-Botschaftsangestellte | 0       | 20        |                                       |
| 07. Juni 2003 | Afghanistan                  | Anschlag nahe Kabul   |                           | | Selbstmordattentäter mit Autobombe   | Deutsche NATO-Soldaten   | 5 (+1)  | 29        | Krieg in Afghanistan                  |
| 11. Juni 2003 | Israel                       | Anschlag in Jerusalem | Hamas                     | palästinensisch-nationalistisch, sunnitisch-islamistisch, islamisch-nationalistisch, islamisch-fundamentalistisch, antizionistisch, antisemitisch | Selbstmordattentäter                 | Bus, Zivilisten          | 16 (+1) | 75        | Israelisch-Palästinensischer Konflikt |
| 16. Juni 2003 | Demokratische Republik Kongo | Anschlag in Orientale | Lendu-Extremisten         | | Stichwaffen                          | Zivilisten               | 70      |           | Konflikt im Ostkongo                  |
| 20. Juni 2003 | Russland                     | Anschlag in Grosny    | Tschetschenische Rebellen | | 2 Selbstmordattentäter mit Autobombe | Regierungskomplex        | 6 (+2)  | 38        | Zweiter Tschetschenienkrieg           |
| 23. Juni 2003 | Indien                       | Anschlag in Shopian   |                           | | Granate                              | Bushaltestelle           | 2       | 48        | Aufstand in Kaschmir                  |

## Juli
| Datum/Beginn  | Betroffenes Land | Anschlag                    | Täter                | Politische Ausrichtung                                             | Mittel                 | Ziel                          | Tote    | Verletzte | Hintergrund                       |
| ------------- | ---------------- | --------------------------- | -------------------- | ------------------------------------------------------------------ | ---------------------- | ----------------------------- | ------- | --------- | --------------------------------- |
| 04. Juli 2003 | Pakistan         | Anschlag in Quetta          | Lashkar-e-Jhangvi    | deobandisch-fundamentalistisch, salafistisch                       | Schusswaffen, Granaten | Moschee                       | 50 (+3) | 65+       |                                   |
| 05. Juli 2003 | Irak             | Anschlag in Ramadi          |                      |                                                                    | Sprengsatz             | Polizeirekruten               | 7       | 40        | Irakischer Widerstand             |
| 06. Juli 2003 | Kolumbien        | Anschlag in Caquetá         | vermutlich FARC-EP   | marxistisch-leninistisch, links-nationalistisch                    | Sprengsatz             | Zivilisten                    | 1       | 35        | Bewaffneter Konflikt in Kolumbien |
| 10. Juli 2003 | Philippinen      | Anschlag in Koronadal City  | vermutlich Abu Sajaf | islamistisch, islamisch-fundamentalistisch                         | Sprengsatz             | Markt                         | 3       | 22        | Moro-Konflikt                     |
| 17. Juli 2003 | Russland         | Anschlag in Chassawjurt     |                      |                                                                    | Autobombe              | Polizeistation                | 3       | 38        | Zweiter Tschetschenienkrieg       |
| 21. Juli 2003 | Indien           | Anschlag in Katra           |                      |                                                                    | 2 Granaten             | Hindu-Pilger                  | 7       | 42        | Aufstand in Kaschmir              |
| 22. Juli 2003 | Spanien          | Anschlagsserie              | ETA                  | autonomistisch, baskisch-nationalistisch, marxistisch-leninistisch | Sprengsätze            | Hotel, Zivilisten, Polizisten | 0       | 13        | Baskischer Konflikt               |
| 25. Juli 2003 | Spanien          | Anschlag in Estella-Lizarra |                      |                                                                    | Paketbombe             | Gerichtsgebäude               | 0       | 2         | Baskischer Konflikt               |
| 28. Juli 2003 | Indien           | Anschlag in Mumbai          |                      |                                                                    | Sprengsatz             | Bus                           | 5       | 31        |                                   |

## August
| Datum/Beginn    | Betroffenes Land | Anschlag              | Täter                                     | Politische Ausrichtung | Mittel                             | Ziel                           | Tote    | Verletzte | Hintergrund                           |
| --------------- | ---------------- | --------------------- | ----------------------------------------- | --- | ---------------------------------- | ------------------------------ | ------- | --------- | ------------------------------------- |
| 01. August 2003 | Russland         | Anschlag in Mosdok    | vermutlich Tschetschenische Separatisten  | autonomistisch-tschetschenisch | Selbstmordattentäter mit Autobombe | Militärkrankenhaus             | 39 (+1) | 76        | Aufstand im Nordkaukasus              |
| 05. August 2003 | Indonesien       | Anschlag in Jakarta   | vermutlich Jemaah Islamiyah, al-Qaida     | islamistisch | Selbstmordattentäter mit Autobombe | Hotel                          | 14 (+1) | 149       |                                       |
| 07. August 2003 | Irak             | Anschlag in Bagdad    |                                           | | Autobombe                          | Jordanische Botschaft          | 11      | 57        | Irakischer Widerstand                 |
| 19. August 2003 | Irak             | Anschlag in Bagdad    | Armed Vanguards of a Second Mohammed Army | | Selbstmordattentäter mit Autobombe | UN-Hauptquartier               | 23 (+1) | 100+      | Irakischer Widerstand                 |
| 19. August 2003 | Israel           | Anschlag in Jerusalem | Hamas, Islamischer Dschihad in Palästina  | palästinensisch-nationalistisch, sunnitisch-islamistisch, islamisch-nationalistisch, islamisch-fundamentalistisch, antizionistisch, antisemitisch | Selbstmordattentäter               | Israelische Zivilisten in Bus  | 18 (+1) | 100       | Israelisch-Palästinensischer Konflikt |
| 25. August 2003 | Indien           | Anschlag in Mumbai    | SIMI                                      | islamistisch | 2 Autobomben                       | Basar, Wahrzeichen, Zivilisten | 52      | 150       |                                       |
| 29. August 2003 | Irak             | Anschlag in Nadschaf  | Tawhid al-Jihad                           | salafistisch, wahhabitisch | Autobombe                          | Schrein                        | 95      | 500+      | Irakischer Widerstand                 |

## September
| Datum/Beginn       | Betroffenes Land | Anschlag               | Täter                                | Politische Ausrichtung | Mittel                             | Ziel                                       | Tote   | Verletzte | Hintergrund                           |
| ------------------ | ---------------- | ---------------------- | ------------------------------------ | --- | ---------------------------------- | ------------------------------------------ | ------ | --------- | ------------------------------------- |
| 01. September 2003 | Uganda           | Anschlag in Soroti     | LRA                                  | christlich | Schusswaffen, stumpfe Gegenstände  | Binnenflüchtlinge in Bus, Flüchtlingslager | 22+    |           | LRA-Konflikt                          |
| 03. September 2003 | Russland         | Anschlag in Kislowodsk | vermutlich Tschetschenische Rebellen | | Sprengsatz                         | Pendlerzug                                 | 5      | 32 (+1)   | Zweiter Tschetschenienkrieg           |
| 04. September 2003 | Russland         | Anschlag in Pjatigorsk | vermutlich Tschetschenische Rebellen | | 2 Sprengsätze                      | Pendlerzug                                 | 6      | 44        | Zweiter Tschetschenienkrieg           |
| 06. September 2003 | Indien           | Anschlag in Srinagar   | Hizbul Mujahideen                    | autonomistisch, islamistisch | Sprengsatz                         | Markt                                      | 6      | 25        | Aufstand in Kaschmir                  |
| 09. September 2003 | Israel           | Anschlag in Jerusalem  | vermutlich Hamas                     | palästinensisch-nationalistisch, sunnitisch-islamistisch, islamisch-nationalistisch, islamisch-fundamentalistisch, antizionistisch, antisemitisch | Selbstmordattentäter               | Café, Israelische Zivilisten               | 4 (+1) | 40        | Israelisch-Palästinensischer Konflikt |
| 10. September 2003 | Irak             | Anschlag in Erbil      | vermutlich Tawhid al-Jihad           | salafistisch, wahhabitisch | Selbstmordattentäter mit Autobombe | US-Geheimdienstzentrale                    | 3 (+1) | 53        | Irakischer Widerstand                 |
| 11. September 2003 | Indien           | Anschlag in Srinagar   | Hizbul Mujahideen                    | autonomistisch, islamistisch | Granate                            | Militärbunker                              | 1      | 20        | Aufstand in Kaschmir                  |
| 15. September 2003 | Russland         | Anschlag in Magas      |                                      | | Autobombe                          | Polizeigebäude                             | 2      | 25        | Zweiter Tschetschenienkrieg           |
| 24. September 2003 | Irak             | Anschlag in Bagdad     |                                      | | Sprengstoff                        | Bus                                        | 1      | 21        | Irakischer Widerstand                 |
| 24. September 2003 | Irak             | Anschlag in Mossul     |                                      | | Granate                            | Kino                                       | 2      | 20        | Irakischer Widerstand                 |
| 28. September 2003 | Kolumbien        | Anschlag in Florencia  | vermutlich FARC-EP                   | marxistisch-leninistisch, links-nationalistisch                                                                                                   | Motorradbombe                      | Bar                                        | 11     | 48        | Bewaffneter Konflikt in Kolumbien     |

## Oktober
| Datum/Beginn     | Betroffenes Land | Anschlag             | Täter                             | Politische Ausrichtung                                                                      | Mittel                                | Ziel                                 | Tote    | Verletzte | Hintergrund                           |
| ---------------- | ---------------- | -------------------- | --------------------------------- | ------------------------------------------------------------------------------------------- | ------------------------------------- | ------------------------------------ | ------- | --------- | ------------------------------------- |
| 04. Oktober 2003 | Israel           | Anschlag in Haifa    | Islamischer Dschihad in Palästina | palästinensisch-nationalistisch, islamisch-nationalistisch, islamistisch, antizionistisch   | Selbstmordattentäter                  | Restaurant                           | 22 (+1) | 50        | Israelisch-Palästinensischer Konflikt |
| 09. Oktober 2003 | Irak             | Anschlag in Bagdad   |                                   |                                                                                             | Selbstmordattentäter mit Autobombe    | Polizeistation                       | 8 (+1)  | 45        | Irakischer Widerstand                 |
| 12. Oktober 2003 | Irak             | Anschlag in Bagdad   | al-Qaida im Irak                  | salafistisch, wahhabitisch, panislamisch, antikommunistisch, antizionistisch, antisemitisch | Selbstmordattentäter mit Autobombe    | Hotel                                | 6 (+1)  | 35        | Irakischer Widerstand                 |
| 13. Oktober 2003 | Uganda           | Anschlag in Lira     | LRA                               | christlich                                                                                  | Schusswaffen                          | Bar, Zivilisten                      | 20      | 22        | LRA-Konflikt                          |
| 20. Oktober 2003 | Indien           | Anschlag in Srinagar |                                   |                                                                                             | Granate                               | Bushaltestelle                       | 2       | 58        | Aufstand in Kaschmir                  |
| 27. Oktober 2003 | Irak             | Anschlag in Bagdad   |                                   |                                                                                             | 4 Selbstmordattentäter mit Autobomben | ICRC-Hauptquartier, Polizeistationen | 35 (+4) | 240+      | Irakischer Widerstand                 |
| 28. Oktober 2003 | Indien           | Anschlag in Srinagar | Kashmir Freedom Force             |                                                                                             | Granate                               | Zentraltelegraphenamt                | 0       | 36        | Aufstand in Kaschmir                  |

## November
| Datum/Beginn      | Betroffenes Land | Anschlag              | Täter                     | Politische Ausrichtung | Mittel                                      | Ziel                                                      | Tote    | Verletzte | Hintergrund           |
| ----------------- | ---------------- | --------------------- | ------------------------- | --- | ------------------------------------------- | --------------------------------------------------------- | ------- | --------- | --------------------- |
| 08. November 2003 | Saudi-Arabien    | Anschlag nahe Riad    | al-Qaida in Saudi-Arabien | islamistisch | 3 Selbstmordattentäter, einer mit Autobombe | Wohnanlage                                                | 14 (+3) | 122       |                       |
| 12. November 2003 | Irak             | Anschlag in Nasiriya  |                           | | Selbstmordattentäter mit Autobombe          | Militär                                                   | 27      | 80        | Irakischer Widerstand |
| 15. November 2003 | Türkei           | Anschlag in Istanbul  | al-Qaida, İBDA-C          | salafistisch, wahhabitisch, panislamisch, antikommunistisch, antizionistisch, antisemitisch, sunnitisch-islamistisch, islamisch-fundamentalistisch | 4 Selbstmordattentäter mit Autobomben       | Bankgebäude, britische Botschaft, 2 Synagogen, Zivilisten | 54 (+4) | 750       |                       |
| 17. November 2003 | Uganda           | Anschlag in Lira      | LRA                       | christlich | Stichwaffen, Entführung                     | Zivilisten                                                | 34      |           | LRA-Konflikt          |
| 17. November 2003 | Südkorea         | Anschlag in Jeolla-do |                           | | Stahlrohre, Stichwaffen, Brandstiftung      | Bereitschaftspolizisten                                   | 0       | 60        |                       |
| 20. November 2003 | Irak             | Anschlag in Kirkuk    |                           | | Selbstmordattentäter mit Autobombe          | Schule                                                    | 4 (+1)  | 40        | Irakischer Widerstand |

## Dezember
| Datum/Beginn      | Betroffenes Land | Anschlag               | Täter                         | Politische Ausrichtung         | Mittel                                | Ziel                                                                           | Tote    | Verletzte | Hintergrund                 |
| ----------------- | ---------------- | ---------------------- | ----------------------------- | ------------------------------ | ------------------------------------- | ------------------------------------------------------------------------------ | ------- | --------- | --------------------------- |
| 02. Dezember 2003 | Indien           | Anschlag in Anantnag   |                               |                                | Granate                               | Polizeistation                                                                 | 0       | 21        | Aufstand in Kaschmir        |
| 05. Dezember 2003 | Russland         | Anschlag in Jessentuki | Tschetschenische Separatisten | autonomistisch-tschetschenisch | 4 Selbstmordattentäter                | Pendlerzug, Bahnhof                                                            | 43 (+4) | 170       | Zweiter Tschetschenienkrieg |
| 24. Dezember 2003 | Irak             | Anschlag in Erbil      |                               |                                | Selbstmordattentäter mit Autobombe    | Kurdisches Innenministerium                                                    | 3 (+1)  | 101       | Irakischer Widerstand       |
| 27. Dezember 2003 | Irak             | Anschlag in Kerbela    | Baathistische Extremisten     | baathistisch                   | 4 Selbstmordattentäter mit Autobomben | Universität, Militärstützpunkte, Regierungsgebäude, Polizeistation, Zivilisten | 19 (+4) | 167       | Irakischer Widerstand       |
| 31. Dezember 2003 | Irak             | Anschlag in Bagdad     |                               |                                | Autobombe                             | Restaurant                                                                     | 5       | 35        | Irakischer Widerstand       |